# Olga Michailowna Golowanowa
Olga Michailowna Golowanowa (russisch Ольга Михайловна Голованова, wiss. Transliteration Ol'ga Michajlovna Golovanova; * 13. September 1983 in Taschtagol, Sowjetunion) ist eine ehemalige russische Snowboarderin. Sie startete im Snowboardcross und in den Paralleldisziplinen.

## Werdegang
Golowanowa startete im November 1999 in Tignes erstmals im Snowboard-Weltcup und errang dabei den 55. Platz im Riesenslalom. In den folgenden Jahren belegte sie bei den Juniorenweltmeisterschaften 2000 in Berchtesgaden den 45. Platz im Parallelslalom sowie den 37. Rang im Parallel-Riesenslalom, bei den Juniorenweltmeisterschaften 2001 in Nassfeld den 17. Platz im Parallel-Riesenslalom sowie den achten Rang im Parallelslalom und bei den Juniorenweltmeisterschaften 2002 in Rovaniemi den 25. Platz im Parallel-Riesenslalom sowie den 17. Rang im Snowboardcross. In der Saison 2002/03 errang sie den 16. Platz im Gesamtweltcup. Ihre besten Platzierungen dabei waren zweimal der 11. Platz im Snowboardcross bei den Weltcups in Innichen und Bad Gastein. Bei der Winter-Universiade 2003 in Tarvis gewann sie die Bronzemedaille im Snowboardcross. Zudem wurde sie dort Elfte im Riesenslalom. Beim Saisonhöhepunkt, den Snowboard-Weltmeisterschaften 2003 am Kreischberg, kam sie auf den 27. Platz im Parallel-Riesenslalom, auf den 23. Rang im Parallelslalom und auf den 19. Platz im Snowboardcross. Bei den folgenden Juniorenweltmeisterschaften 2003 in Prato Nevoso wurde sie Neunte im Snowboardcross und Vierte im Parallel-Riesenslalom. Im Europacup siegte sie zweimal und kam damit auf den dritten Platz in der Snowboardcross-Wertung. In der Saison 2003/04 erreichte sie in Bad Gastein mit dem achten Platz im Parallelslalom ihre einzige Top-Zehn-Platzierung im Weltcup und zum Saisonende mit dem 15. Platz im Gesamtweltcup ihr bestes Gesamtergebnis. Zudem wurde sie russische Meisterin im Parallel-Riesenslalom. Bei den Snowboard-Weltmeisterschaften im Januar 2005 in Whistler kam sie auf den 26. Platz im Snowboardcross, auf den 23. Rang im Parallel-Riesenslalom und auf den 14. Platz im Parallelslalom. In der Saison 2005/06 siegte sie bei den russischen Meisterschaften im Parallel-Riesenslalom und errang bei ihrer einzigen Teilnahme an Olympischen Winterspielen im Februar 2006 in Turin den 21. Platz im Parallel-Riesenslalom. Bei den Snowboard-Weltmeisterschaften 2007 in Arosa fuhr sie auf den 28. Platz im Parallel-Riesenslalom. Ihren 75. und damit letzten Weltcup absolvierte sie im März 2011 in Moskau, welchen sie auf dem 26. Platz im Parallelslalom beendete.

## Teilnahmen an Weltmeisterschaften und Olympischen Winterspielen

### Olympische Winterspiele
- 2006 Turin: 21. Platz Parallel-Riesenslalom

### Snowboard-Weltmeisterschaften
- 2003 Kreischberg: 19. Platz Snowboardcross, 23. Platz Parallelslalom, 27. Platz Parallel-Riesenslalom
- 2005 Whistler: 14. Platz Parallelslalom, 23. Platz Parallel-Riesenslalom, 26. Platz Snowboardcross
- 2007 Arosa: 28. Platz Parallel-Riesenslalom

## Weltcup-Gesamtplatzierungen
| Saison    | Gesamt | Gesamt | Parallel | Parallel | Parallelslalom | Parallelslalom | Snowboardcross | Snowboardcross |
| Saison    | Punkte | Platz  | Punkte   | Platz    | Punkte         | Platz          | Punkte         | Platz          |
| --------- | ------ | ------ | -------- | -------- | -------------- | -------------- | -------------- | -------------- |
| 1999/2000 | 3      | 127.   | -        | -        | -              | -              | 28             | 95.            |
| 2001/02   | 26     | 42.    | 19       | 52.      | 50             | 64.            | 150            | 51.            |
| 2002/03   | 150    | 16.    | 510      | 38.      | -              | -              | 830            | 22.            |
| 2003/04   | 96     | 15.    | 867      | 33.      | -              | -              | 390            | 39.            |
| 2004/05   | -      | -      | 421      | 41.      | -              | -              | 60             | 53.            |
| 2005/06   | 97     | 145.   | 97       | 56.      | -              | -              | -              | -              |
| 2006/07   | 759    | 62.    | 759      | 32.      | -              | -              | -              | -              |
| 2007/08   | 731    | 79.    | 731      | 32.      | -              | -              | -              | -              |
| 2010/11   | -      | -      | 50       | 50.      | -              | -              | -              | -              |